# 全日本空手道連盟剛柔会
全日本空手道連盟 剛柔会（ぜんにほんからてどうれんめい ごうじゅうかい）は、剛柔流空手道の会派の一つ。全日本空手道連盟の協力団体。所属している大学の主要校としては、立命館大学、九州産業大学等がある。

## 概要
- 昭和25年（1950年)、山口剛玄の呼びかけにより、全日本空手道剛柔会が発足。
- 昭和47年（1972年）4月2日、全日本空手道連盟の発足に伴い、宇治田省三が中心となって全日本空手道連盟剛柔会へと改組する。
- 昭和50年（1975年）2月、第1回全日本空手道選手権大会を開催。
- 昭和50年（1975年）11月、三戦、転掌、砕破、制引鎮の4つの基準形が決まる。
- 昭和55年（1980年）、残りの8つの形（撃砕一、二・四向鎮・三十六手・十三手・十八手・久留頓破・壱百零八手）が纏められる。
- 昭和62年（1987年）、4月、第1回剛柔流国際選手権大会がシンガポールにて開催される。